# 다케다 료타

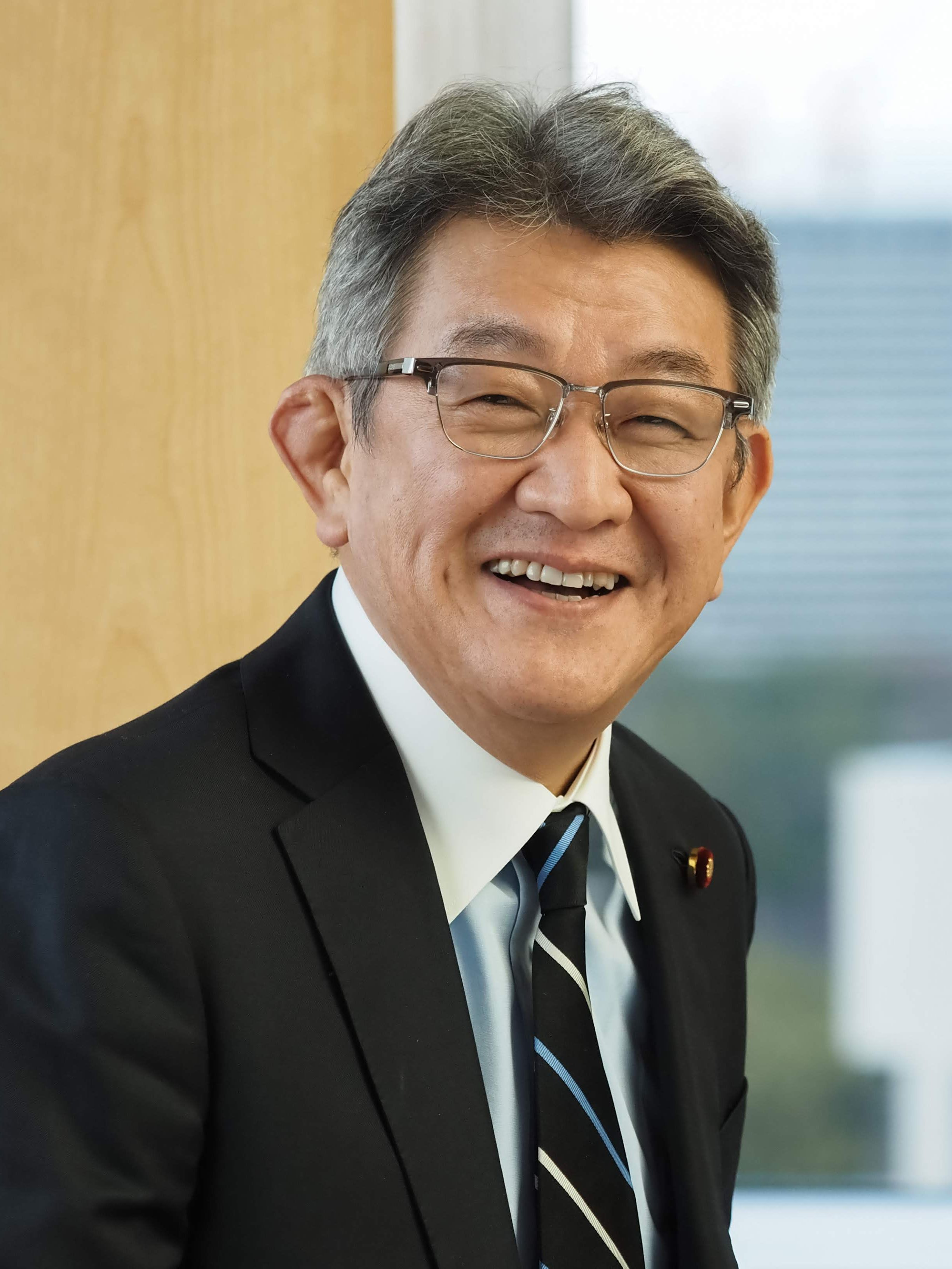
다케다 료타 (2020년)

다케다 료타(武田良太, 1968년 4월 1일 ~ )는 일본의 정치인이다. 자유민주당 소속 중의원 의원(6선)이며 스가 내각 총무대신을 역임했다. 지역구는 후쿠오카현 제11구이다.
| 전임 다카이치 사나에 | 제24대 일본의 총무대신 2020년 9월 16일 ~ 2021년 10월 4일 | 후임 현직 |